# Ottaviano (nome)
Ottaviano  è un nome proprio di persona italiano maschile. 

## Varianti
- Maschili: Ottavante[3], Attaviano[4], Attavante[4]
- Femminili: Ottaviana

### Varianti in altre lingue
- Catalano: Octavià
- Croato: Oktavijan
- Francese: Octavien
- Inglese: Octavian[2]
- Latino: Octavianus[1][2]
- Lettone: Oktaviāns
- Lituano: Oktavianas
- Polacco: Oktawian
- Portoghese: Octaviano, Otaviano
- Romeno: Octavian[2]
- Spagnolo: Octaviano
- Tedesco: Oktavian
- Ungherese: Oktávián

## Origine e diffusione
Deriva dal gentilizio latino Octavianus, basato sul cognomen Octavius; si tratta quindi di un patronimico, che significa "discendente di Ottavio", "appartenente a Ottavio".
Tipiche dell'onomastica antica, le varianti Ottavante, Attaviano e Attavante risultano ormai scomparse ai giorni nostri.

## Onomastico
L'onomastico si può festeggiare il 22 marzo in memoria di sant'Ottaviano, martire a Cartagine con altri compagni sotto Unnerico. Con questo nome si ricorda anche il beato Ottaviano, fratello di papa Callisto II e vescovo di Savona, commemorato il 6 agosto

## Persone

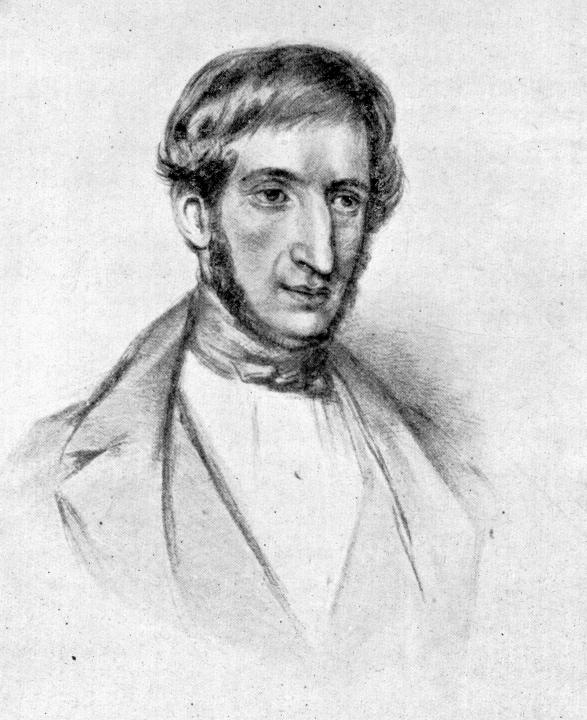
Ottaviano Fabrizio Mossotti

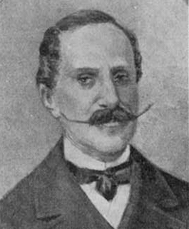
Ottaviano Vimercati

- Ottaviano, anche noto come Augusto (nome completo Gaio Giulio Cesare Ottaviano Augusto), primo imperatore romano
- Ottaviano di Savona, vescovo cattolico italiano
- Ottaviano Arcimboldi, arcivescovo cattolico italiano
- Ottaviano Bon, ambasciatore italiano
- Ottaviano de' Medici, capostipite del ramo dei Medici di Ottajano
- Ottaviano degli Ubaldini, anche noto come Attaviano degli Ubaldini, cardinale italiano
- Ottaviano Del Turco, politico italiano
- Ottaviano Dell'Acqua, attore e stuntman italiano
- Ottaviano Fregoso, quarantaquattresimo doge della Repubblica di Genova
- Ottaviano Guasco, scrittore e traduttore italiano
- Ottaviano Mascherino, architetto italiano
- Ottaviano Menni, matematico italiano
- Ottaviano Fabrizio Mossotti, matematico, fisico e astronomo italiano
- Ottaviano Nelli, pittore e miniatore italiano
- Ottaviano Petrucci, inventore della stampa musicale a caratteri mobili
- Ottaviano Raggi, cardinale e vescovo cattolico italiano
- Ottaviano Riario, condottiero italiano, signore di Imola e Forlì
- Ottaviano Targioni Tozzetti, medico e botanico italiano
- Ottaviano Targioni Tozzetti, poeta e scrittore italiano
- Ottaviano Vimercati, militare italiano e senatore del Regno d'Italia
- Ottaviano Volpelli, scrittore italiano rinascimentale e giureconsulto del Ducato di Urbino

### Variante Octavian

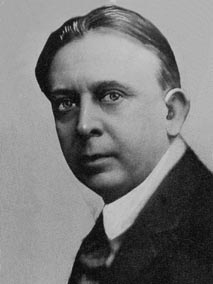
Octavian Goga

- Octavian, rapper francese con cittadinanza britannica
- Octavian Bellu, allenatore di ginnastica artistica rumeno
- Octavian Goga, politico e poeta rumeno
- Octavian Ionescu, calciatore rumeno
- Octavian Morariu, dirigente sportivo, ingegnere e rugbista a 15 rumeno
- Octavian Popescu, allenatore di calcio ed ex calciatore rumeno
- Octavian Popescu, calciatore rumeno

### Altre varianti
- Attavante Attavanti, miniaturista fiorentino
- Octaviano Maggi, umanista italiano